# Corfélix
Corfélix település Franciaországban, Marne megyében. Lakosainak száma 109 fő (2022. január 1.). Corfélix Le Thoult-Trosnay, Bannay, Boissy-le-Repos, Charleville, Soizy-aux-Bois, Talus-Saint-Prix és La Villeneuve-lès-Charleville községekkel határos.

## Népesség
A település népességének változása:
| Lakosok száma | 100  | 76   | 71   | 99   | 105  | 111  | 112  | 111  | 110  | 109  |
|               | 1968 | 1982 | 1990 | 2006 | 2013 | 2015 | 2017 | 2019 | 2020 | 2022 |